# Amiot 110S
L'Amiot 110S est un hydravion à coque de reconnaissance côtière de l'entre-deux-guerres. Cet hydravion ne doit pas être confondu avec l'Amiot 110.

## Conception
C'était un hydravion triplace à coque, monoplan à aile haute et flotteurs stabilisateurs. On trouvait un poste de tir à l’avant de la proue et un autre en arrière du pylône supportant le moteur. Le premier des deux prototypes prit l’air le 12 décembre 1931 avec un moteur Hispano-Suiza 12Nbr de 650 ch entraînant une hélice propulsive. Ces deux appareils furent par la suite modifiés avec un moteur Hispano-Suiza 12Ydrs de 860 ch entraînant une hélice tripale tractive. Les deux Amiot 110S modifiés furent utilisés par l’Aéronautique navale jusqu’en 1935.